# Амелина, Виктория Юрьевна
Виктория Юрьевна Амелина (в девичестве Шаламай; укр. Вікторія Юріївна Амеліна; 1 января 1986, Львов — 1 июля 2023, Днепр) — украинская писательница и поэтесса, погибшая в результате обстрела российскими войсками кафе в Краматорске.

## Биография
По собственному признанию, Виктория Амелина была воспитана на русском языке и школьницей даже представляла Львов на всемирной олимпиаде по русскому языку в Москве, но уже тогда впервые задумалась о своей украинской идентичности. В возрасте 14 лет вместе с отцом уехала в Канаду, затем вернулась во Львов и окончила Национальный университет «Львовская политехника» (2007) с магистерской степенью в области компьютерных технологий. В течение 10 лет работала в международных IT-компаниях. По словам писательницы, за три года учёбы и десять лет работы она «прожила чужих тринадцать лет. Звучит страшно, но это одно из важнейших писательских умений — влезть в чужую шкуру, почувствовать не свою жизнь. Этот опыт создал теперешнюю меня».
Дебютировала в литературе в 2014 году, получив вторую премию в номинации «Песенная лирика» на литературном конкурсе «Коронация слова» с текстом для песни «Украина растёт без мамы» (укр. Україна росте без мами).
В 2018 году принимала участие в различных акциях в поддержку заключённого в российскую тюрьму Олега Сенцова, в том числе выступив с речью по этому поводу на Всемирном конгрессе Международного ПЕН-клуба.
В 2021 году выступила основательницей Нью-Йоркского литературного фестиваля в посёлке Нью-Йорк Донецкой области.
Удостоена премии имени Джозефа Конрада (2021), учреждённой Польским институтом в Киеве для молодых писателей Украины.
Начало полномасштабного российского вооружённого вторжения вызвало обращение Амелиной к поэзии, её стихи вошли в ряд международных антологий. Амелина также сотрудничала с правозащитной организацией Truth Hounds, приняв участие, среди прочего, в расследовании похищения писателя Владимира Вакуленко и обнаружении его спрятанного дневника. Также принимала участие в расследовании преступлений российской армии на оккупированных и освобожденных территориях.

## Гибель
27 июня 2023 года Виктория Амелина, сопровождавшая в качестве переводчика и проводника делегацию колумбийских писателей и журналистов (Эктор Абад Фасиолинсе, Серхио Харамильо, Каталина Гомес), попала под ракетный обстрел в пиццерии RIA Lounge Bar в Краматорске. Она была доставлена в больницу в Днепре, где через несколько дней умерла от полученных ран.
Прощание с писательницей прошло 4 июля в Михайловском Златоверхом соборе в Киеве. Похоронена во Львове на Лычаковском кладбище.

## Книги
В 2014 году в издательстве «Discursus» вышел дебютный роман Амелиной «Синдром ноября, или Homo compatiens» (укр. Синдром листопаду, або Homo Compatiens), изданный с предисловием Юрия Издрыка. Книга стала одним из первых опытов литературного освоения темы Евромайдана, однако, как отмечал Олег Коцарев, не сводилась к этому, хотя это обстоятельство и способствовало популярности романа: Амелина вписала украинские события в мировой контекст, проведя главного героя и через события Арабской весны, и продемонстрировала в своём первом крупном произведении широкий диапазон стилистических возможностей.
В 2016 году Амелина выпустила в Издательстве Старого Льва первую книгу для детей — сказку «Кто-то, или Водяное сердце» (укр. Хтось, або Водяне Серце), по словам автора — «историю про то, как трудно понять, кто ты и какая у тебя мечта». В том же году обе первые книги Амелиной вошли в число призёров Запорожской книжной ярмарки.
В 2017 году в том же издательстве вышел второй роман Амелиной, «Дом для Дома» (укр. Дім для Дома): в центре книги история семьи русифицированных украинцев из Львова, в которой, признавалась писательница, есть элемент автобиографичности — однако поиски идентичности в романе связаны и с прошлым города, с его утраченным польским и еврейским наследием. Как отмечала поэтесса Ия Кива, роман Амелиной посвящён альтернативам изживания постимперской травмы, в связи с чем герои, события и предметы в романе двоятся, а выбор рассказчика — собаки по кличке Дом — позволяет показать события под неожиданным углом зрения и намекает на важность предоставления голоса тому, кто его обычно лишён.
Ещё одна детская книга Амелиной, «Э-э-эстории экскаватора Эки» (укр. Е-е-есторії екскаватора Еки), появилась в 2021 году.
Последней книгой, над которой работала Амелина, стала написанная на английском языке документальная книга о Российско-украинской войне «Дневник войны и правосудия: Глядя на женщин, глядящих на войну» (англ. War and Justice Diary: Looking at Women Looking at War). Книга была, по словам её редакторов, готова на 60%; в 2025 году она была опубликована американским издательством St. Martin’s Press, текст был дополнен различными заметками автора.